# Bencubbin
Bencubbin est un village du comté de Mount Marshall (Australie-Occidentale). Il est situé dans le Nord-Est de la Wheatbelt, 275 km au nord-est de Perth. En 2011 il comportait 294 habitants.
Bencubbin est surtout connu, en pétrologie et en planétologie, pour avoir donné son nom à la météorite de Bencubbin, découverte en 1930, et plus généralement aux bencubbinites.

## Histoire et étymologie
La région environnante a été explorée pour la première fois en 1836, par l'Arpenteur général (en) John Septimus Roe. Il a été suivi par des coupeurs de bois de santal et des éleveurs, mais les premiers colons permanents ne se sont installés qu'en 1908.
Le nom Bencubbin provient d'un mot aborigène signifiant « lieu des serpents ». Il a été proposé en 1913 par le dessinateur en chef J. Hope pour nommer la gare du terminus de la ligne de chemin de fer de Wyalkatchem (en) au  mont Marshall. Le lotissement urbain a été nommé plus tard, en 1917. Le premier poste de police de Bencubbin a été ouvert en 1923.

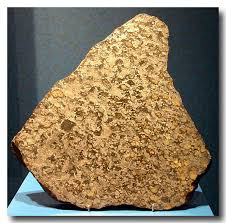
Fragment de la météorite de Bencubbin, conservé à la Smithsonian Institution (Washington, États-Unis).

Une météorite de 138 kg a été découverte en 1930 en labourant des terres nouvellement défrichées et destinées à la culture céréalière, 15 km au nord-ouest de Bencubbin. La météorite de Bencubbin est le lithotype des bencubbinites, un type rare de chondrites carbonées. Des fragments en sont conservés à la Smithsonian Institution, à Washington (États-Unis),.

## Géographie
Le village est entouré par trois rochers : le Gnylbencubbing au nord, le mont Marshall au sud-est et Wiacubbing Hill.

## Économie
Les zones environnantes produisent du blé et d'autres céréales. Le village est l'un des sites du groupe céréalier coopératif CBH (en).